# Sybra affinis
Sybra affinis là một loài bọ cánh cứng trong họ Cerambycidae.